# فرودگاه ناررابری
فرودگاه ناررابری (به انگلیسی: Narrabri Airport) یک فرودگاه همگانی با کد یاتا NAA است که یک باند فرود آسفالت دارد و طول باند آن ۱۵۲۴ متر است. این فرودگاه در کشور استرالیا قرار دارد و در ارتفاع ۲۴۰ متری از سطح دریا واقع شده‌است.